# Take Care (canción)
«Take Care» —en español: «Cuídate»— es una canción del rapero canadiense Drake, de su segundo álbum de estudio del mismo nombre, Take Care. La canción cuenta con la voz invitada de la cantante y actriz Barbadense Rihanna, y la música es tomada del remix «I'll Take Care of You» de Jamie xx. Tras el lanzamiento del álbum, «Take Care» debutó en el número 9 en el Billboard Hot 100, debido a las fuertes ventas de descarga digital de más de 162 000 copias. Tendrá un impacto en la radio rítmica el 21 de febrero de 2012 como el cuarto sencillo oficial del álbum.

## Antecedentes y composición
«Take Care» se le atribuye a Drake, Jamie Smith y Shebib Noé, con una producción dirigida por los dos últimos, en producción con los nombres de Jamie xx y 40 , respectivamente. «Take Care» es un Cover del remix hecho por Jamie xx de la canción «I'll Take Care of You» versión de Gil Scott-Heron, una canción escrita por Brook Benton y originalmente interpretada por Bobby Bland.
La canción cuenta con la participación de Rihanna, siendo así la segunda vez que la pareja colabora en una canción, la primera es el número uno «What's My Name?» del quinto álbum de estudio de Rihanna, Loud.

## Crítica

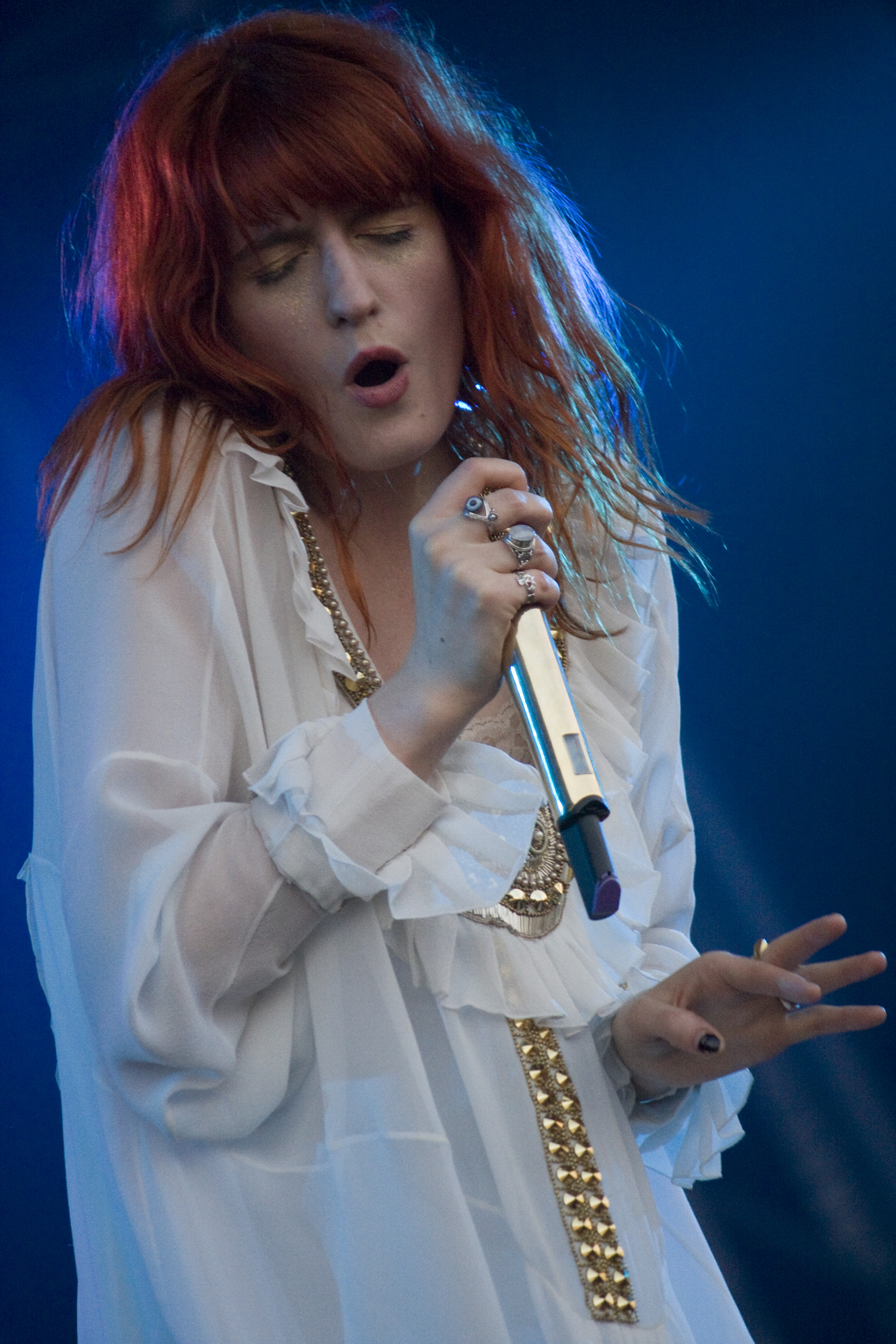
La cantante británica de indie rock Florence and The Machine cover «Take Care» en el Live Lounge de BBC Radio 1.

La canción ha recibido elogios en general de los críticos de la música. David Amidon de PopMatters elogió la colaboración entre Drake y Rihanna, así como la interpretación vocal de Rihanna, en relación con el contenido de la letra, escribiendo que Rihanna ofrece una voz muy, muy bonita de lo que uno podría esperar de sus labios, en esencia perdona a Drake y las promesas de la amistad de por vida. Tim Sendra de Allmusic también elogió la interpretación vocal de Rihanna, que calificó de típicamente grande y continuó escribiendo que «Take Care» es el sencillo más "único" del álbum. Glenn Gamboa de Newsday marcó la canción como magnífica, escribiendo que Rihanna levanta el estado de ánimo depresivo que está presente en la mayoría de las canciones de Drake. Gamboa también lo comparó la canción con «We Found Love» de Rihanna, el primer sencillo de su álbum Talk That Talk, al escribir que se trata de una contraparte dulce. Greg Kot del Chicago Tribune, fue crítico de la canción, así como la inclusión de Rihanna, la cantante Rihanna en «Take Care» silencia el tono, cargado de ritmos que en ocasiones abandonan por completo.

## Desempeño comercial
Aunque «Take Care» no fue lanzado como sencillo, la canción tuvo una fuerte aceptación en el lanzamiento del álbum. La canción hizo su debut en la lista de los Estados Unidos, donde debutó en el número nueve en el Billboard Hot 100, con ventas de más de 162 000 copias. Se convirtió en la canción 21 de Rihanna en lograr entrar en el top diez en los Estados Unidos. Las fuertes ventas de la canción «Take Care» la hicieron debutar en el número cuatro en los EE. UU. Hot Digital Songs. La canción también entró en el Reino Unido Singles Chart en el número 12, y alcanzó el puesto número 9.
 El 27 de noviembre de 2011, la canción debutó en el número 67 en la lista Swiss Singles Chart.

## Otras versiones y remixes
La banda británica de indie rock Florence and the Machine versionaron «Take Care». La banda hizo su versión de la canción el 25 de noviembre de 2011, durante el Live Lounge de BBC Radio 1. Antes de realizar la canción, la cantante Florence Welch anunció: «Esto es muy emocionante porque esta es una canción de uno de mis, bueno dos de mis, bueno tres de mis artistas favoritos». Amy Lee de The Huffington Post escribió: "Florence suena natural, conmovedora, triste, con una capa adicional de la épica banda. De hecho, 'Take Care' casi suena más a una canción de Florence and the Machine más que a un tema de Drake". David Greenwald de Billboard describe el cover como apasionado del rock. Describiendo su cover como impresionante, James Montgomery de MTV News, escribió que con el respaldo de una de las cuerda, la versión de Florencia and the Machine no es tan oscuro y espinoso como la original de Drake, en cambio, es etéreo y triste, con un inicio lento y con sueño. Montgomery también comentó que es el tipo de cover de dolor que te deja que desea en realidad que ambos pueden colaborar en un disco.
Los artistas de reguetón De La Ghetto y Jenny "La Sexy Voz", interpretaron la canción en español, siendo lanzada a través de Chosen Few Emerald Entertainment, Inc. titulado Si Me Dejaras.

## Posicionamiento en listas
| País           | Lista                           | Mejor posición |
| -------------- | ------------------------------- | -------------- |
| Australia      | Australia Singles Chart         | 9              |
| Bélgica        | Ultratop 50 (Flandes)           | 36             |
| Bélgica        | Ultratip 40 (Valonia)           | 16             |
| Canadá         | Canadian Hot 100                | 15             |
| Dinamarca      | Tracklisten                     | 8              |
| Escocia        | The Official Charts Company     | 14             |
| Estados Unidos | Billboard Hot 100               | 7              |
| Estados Unidos | Billboard Rap Songs             | 2              |
| Estados Unidos | Billboard Hot R&B/Hip-Hop Songs | 26             |
| Estados Unidos | Billboard Pop Songs             | 8              |
| Francia        | French Singles Chart            | 26             |
| Irlanda        | Ireland Singles Chart           | 18             |
| Suiza          | Swiss Music Charts              | 50             |
| Reino Unido    | UK Singles Chart                | 9              |
| Reino Unido    | UK R&B Charts                   | 3              |

| País           | Certificación | Ventas certificadas | Ref.   |
| -------------- | ------------- | ------------------- | ------ |
| Australia      | 3× Platino    | 210 000             | [ 36 ] |
| Canadá         | 2× Platino    | 160 000             | [ 37 ] |
| Dinamarca      | Oro           | 15 000              | [ 38 ] |
| Estados Unidos | 4× Platino    | 4 000 000           | [ 39 ] |
| Nueva Zelanda  | Platino       | 15 000              | [ 40 ] |
| Reino Unido    | Platino       | 600 000             | [ 41 ] |